# 萨尔索萨
萨尔索萨，是西班牙拉里奥哈自治区的一个市镇。总面积18平方公里，总人口11人（2001年），人口密度1人/平方公里。